# Judovska verska načela
Judovska verska načela so osnovna teološka prepričanja, na katerih temelji judovska veroizpoved. Ta ne premore osrednjega posameznika, ki bi predstavljal in zastopal religijo. Slednja se deli na več podskupin, katere se v podrobnostih razlikujejo glede na verska prepričanja.

## Vera v boga
Judovstvo je monoteistična religija Judov, ki temelji na veri enega Boga. Osnove izpovedi je Bog podal Mojzesu na gori Sinaj, kar je zapisano v Stari zavezi in v judovski kulturi prepoznano pod imenom Tora (peteroknjižje).

## Trinajst načel
1. Z močno vero verjamem, da je Stvaritelj, naj bo blagoslovljeno Njegovo ime, Voditelj in Stvaritelj vsega, kar je bilo ustvarjeno. Sam je ustvaril, ustvarja in bo ustvaril vse stvari, katere nas obkrožajo.

2. Bog je eden, v vesolju mu ni enakovrednega ali podobnega. Bil je naš Bog, je naš Bog in bo naš Bog.

3. Bog ni fizična oseba, je duhovno bitje. Ne premore materialne posesti in med ljudmi mu ni primerljivega.

4. Bog je prvi in zadnji.

5. Pravilno je moliti k Bogu in napačno je častiti druga bitja.

6. Pravilna so vsa izročila prerokov.

7. Verujem v prerokbo Mojzesa. Ta je osrednji izmed prerokov.

8. Verujem da je današnja oblika Tora ostala nespremenjena obliki tiste, dane od Boga Mojzesu.

9. Verujem da Tora ne bo bila nadomeščena in zamenjana.

10. Bog pozna in spremlja vse poti človeka in njegova dela.

11. Verujem da Bog nagrajuje te, ki izpolnjujejo njegove zahteve in kaznuje tiste, ki jih zavračajo in ne izpolnjujejo.

12. Brezpogojno verujem v prihod Mesije. Četudi je morebiti njegov prihod oddaljen, ga bom pričakoval vsak dan.

13. Ob prihodu Mesije verujem v vstajenje mrtvih. Njegovo ime naj bo vzvišano za vekomaj.